# ウィル・H・ブラッドリー
ウィル・H・ブラッドリー（Will H. Bradley、William Henry Bradley、1868年7月10日 – 1962年1月25日）はアメリカ合衆国のイラストレーターである。アメリカのアール・ヌーヴォーの代表的なイラストレーターで、新聞、サタデー・イブニング・ポストは「デザイン界の長老」("Dean of American Designers")と呼び、20世紀初頭の最も高い報酬をえたアーティストとされる。

## 略歴
マサチューセッツ州、ボストンで生まれた。12歳の時父親が亡くなり、母親とミシガン州、マーケット郡のIshpemingに移り、Ishpemingの週刊新聞、「the Iron Agitator」で働き始めた。17歳の時シカゴに出て、木版画の製作や、活版技術者の仕事をした後、グラフィック・デザイナーとなった。マサチューセッツ州に戻り、印刷会社、Wayside Pressを設立し、雑誌「Bradley」を創刊し、イラストレーター、編集者、活版技術者、デザイナー、印刷の監督として働いた。詩や小説、挿絵が掲載された雑誌は好評で、経営的にも成功を収めたが、いろいろな仕事を一度に行わなければならないストレスから28歳の時、体を壊し、回復は早かったが印刷会社は手放すことになった。
その後、アメリカン・タイプ・ファウンダース（American Type Founders:アメリカ活字鋳造会社）の顧問や雑誌「Collier's Weekly」の編集者などをし、子供向け書籍の挿絵を描いた。その後新聞王、ウィリアム・ランドルフ・ハーストの作った映画会社の美術監督や映画会社ワートン・ブラザースの映画、"Beatrice Fairfax" (1916) や"Patria" (1917)の助監督をした。
自らの映画会社、 Dramafilmsを設立し、脚本、監督、プロデュースをして "Bitter Fruit" (1920)、"Moongold" (1920)、"The Tame Cat" (1921)などの映画を製作した。
1954年にアメリカ・グラフィックアーツ協会（American Institute of Graphic Arts）の最高賞、AIGA medalを受賞した。
ポスター画家としてはアール・ヌーヴォーのスタイルで作品を製作し、イギリスの有名なアール・ヌーヴォーの芸術家、オーブリー・ビアズリーと比較され、「アメリカのビアズリー」と称されることもあったが、1890年代半ばに、ビアズリーの作品がイギリスで人気になる前に、ブラッドリーはアメリカでアーティストとして知られた存在になっており、アメリカのポスター美術の発展に貢献した。

## 作品

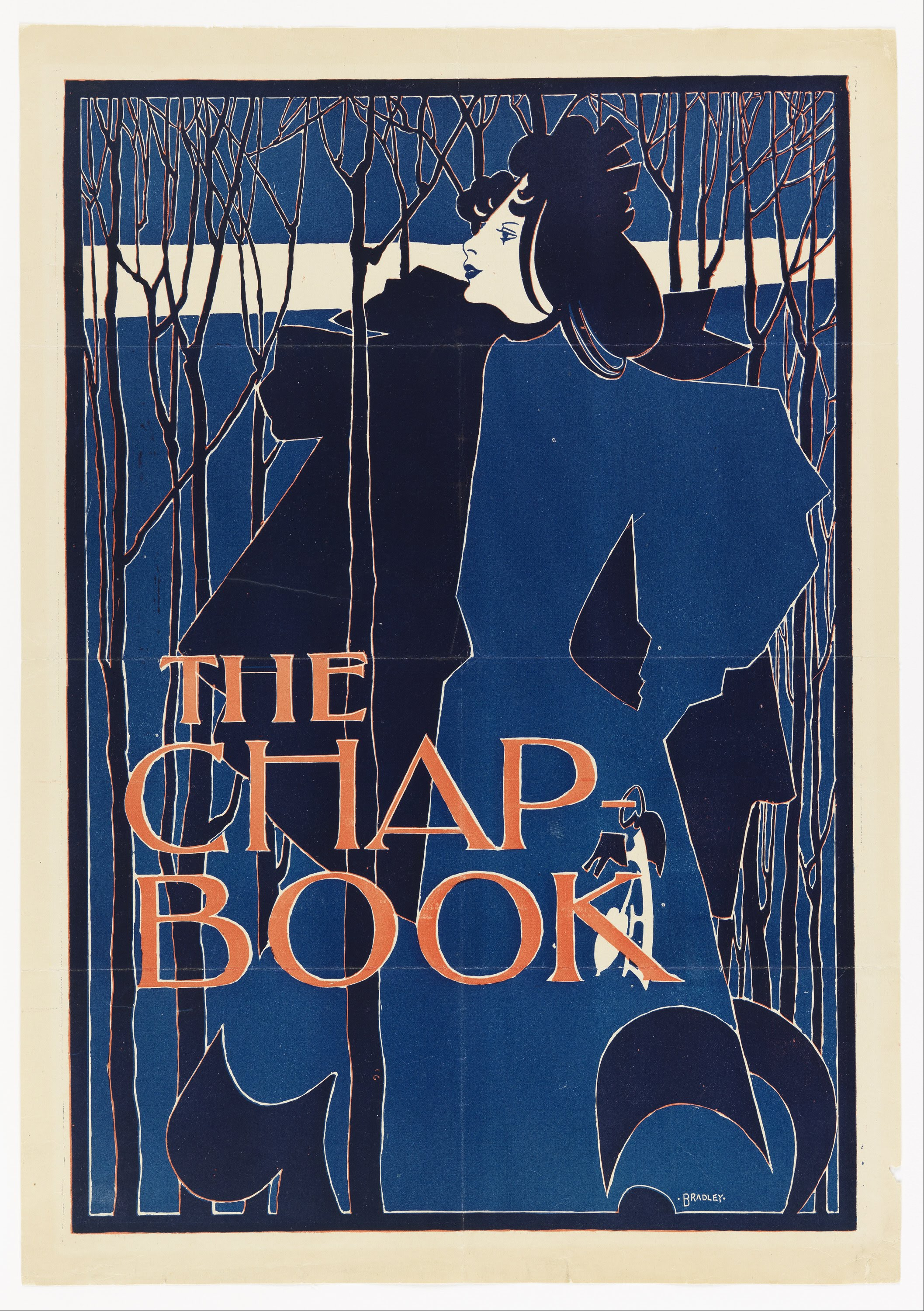
"Chap Book"のポスター　(1894)
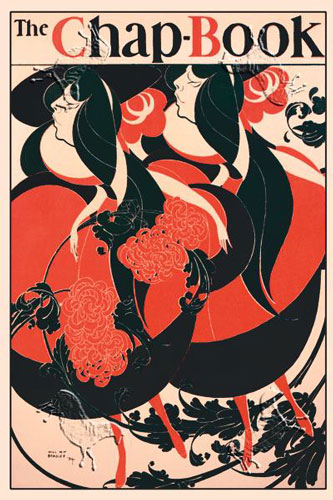
"Chap Book"のポスター　(1894)
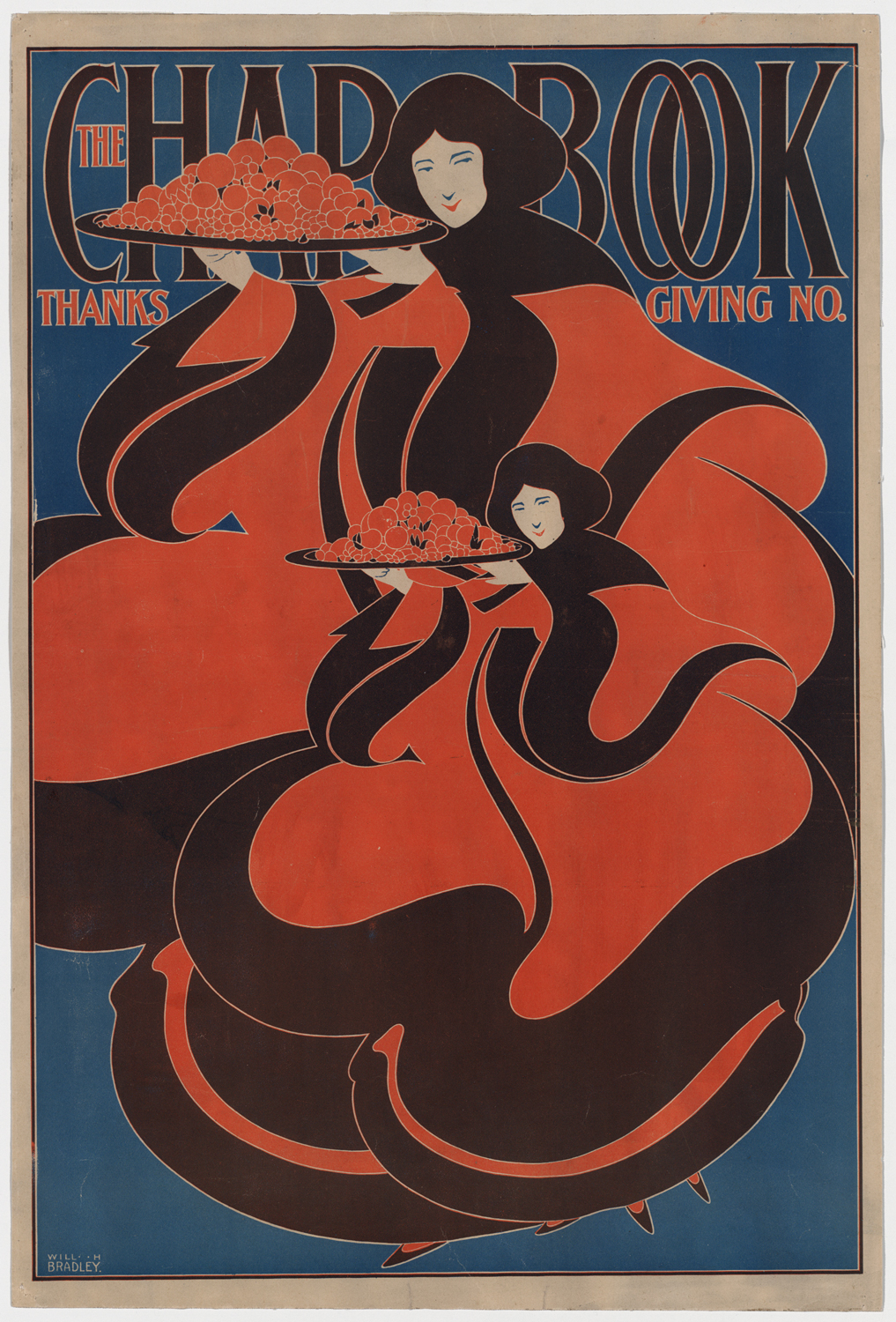
"Chap Book"のポスター (1895)
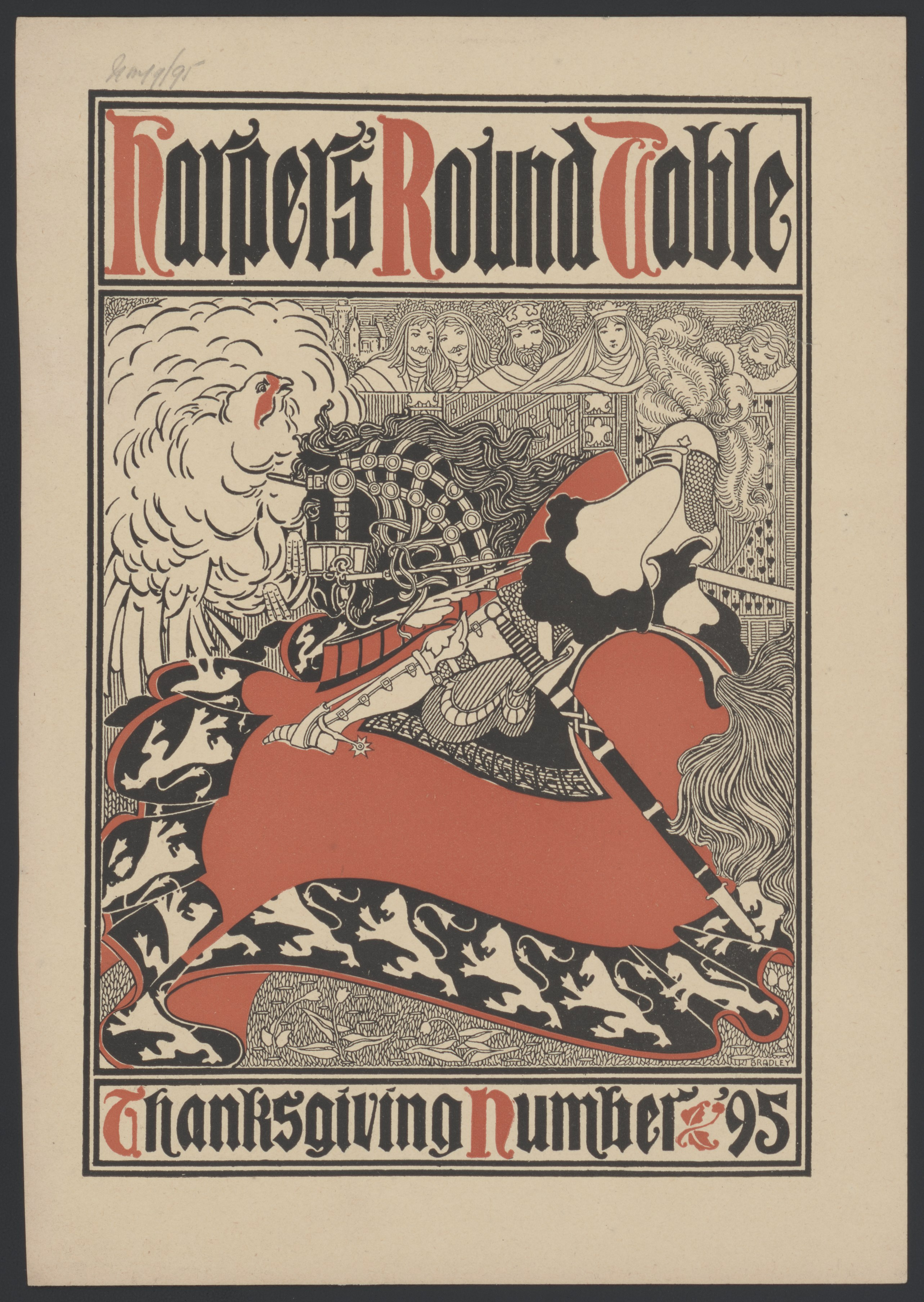
(1895)
ハーパーズ バザーの表紙絵(1896)